# Canadá en los Juegos Olímpicos de Garmisch-Partenkirchen 1936
Canadá estuvo representado en los Juegos Olímpicos de Garmisch-Partenkirchen 1936 por un total de 29 deportistas que compitieron en 7 deportes.  
El portador de la bandera en la ceremonia de apertura fue el jugador de hockey sobre hielo Walter Kitchen.

## Medallistas
El equipo olímpico canadiense obtuvo las siguientes medallas:
| Nombre | Deporte            | Competición |
| ------ | ------------------ | ----------- |
| Oro    |                    |             |
| —      |                    |             |
| Plata  |                    |             |
| Equipo | Hockey sobre hielo | Torneo M    |
| Bronce |                    |             |
| —      |                    |             |